# Любовники года тигра
«Любовники года тигра» (пол. Kochankowie roku tygrysa) — совместный драматический фильм Польши и Китая. Снят Яцеком Бромским

## Сюжет
1913 год. Два поляка убегают из ссылки сквозь сибирскую тайгу в Китай. Переправа через реку Амур для одного из них заканчивается трагически. Второму посчастливилось добратьться до берега реки. Раненый он идёт по лесу и попадает в яму, где его без сознания находит старый китайский охотник и забирает в свой домик в горах. Гуо, так зовут китайца, живёт с женой и шестнадцатилетней дочкой-красавицей. Не желая мешать кровь разных народов, он обрезает девочке длинною косу и переодевает её в мальчишескую одежду, за что та переживает много издевательств со стороны односельчан. «Гуо хочет иметь сына. Он ещё молодой. Мог бы ещё постараться, вместо того, чтобы переодевать дочку» — слышит девочка насмешки старухи Лэнг у колодца. Но сможет ли это остановить чувства молодых или девочка сбежит с поляком, как это сделала её мать с отцом в молодости? Ведь кормя и заботясь, Сонг привязалась к Вольски.

## В ролях
- Вольски — Михал Жебровский
- Сонг — Ли Мин
- Гуо — Сунь Джи Фенг
- Гуо да Ма — Ву Фен Ксиа
- Станкевич — Норберт Раковски

## Съёмочная группа
- Режиссёр — Яцек Бромский
- Сценарий — Яцек Бромский
- Продюсер — Яцек Бромский, Юлиуш Махульский, Влодзимеж Отулак
- Оператор — Марцин Кошалка
- Композиторы — Гжегож Дарон, Анри Серока
- Художник — Анджей Шенайх
- Монтаж — Войцех Мровчинский

зрители - 2.4 тыс.
мировая премьера — 15 сентября 2005
время — 103 мин. / 01:43